# Cerococcus perowskiae
Cerococcus perowskiae är en insektsart som beskrevs av Archangelskaya 1931. Cerococcus perowskiae ingår i släktet Cerococcus och familjen Cerococcidae. Inga underarter finns listade i Catalogue of Life.